# Copa UC Sub-17
La Copa UC Sub-17 fue un torneo de fútbol de categoría Sub-17 organizado por el club chileno Universidad Católica. Se jugó desde 1995 hasta 2001 y se reinició en 2009. Se disputa en las canchas del estadio y Complejo San Carlos de Apoquindo. Es de acceso gratuito para el público que desea ver los partidos. A partir de 2009, el campeonato fue televisado para Chile y el resto del mundo por un cableoperador en su señal básica. 
El actual campeón del torneo en su versión 2018 es la Selección de Perú Sub-17, quien gana el trofeo por primera vez, con un triunfo 1 a 0 ante Universidad Católica.

## Campeones
| Año                  |                                | Campeón        | Final Resultados                  | Subcampeón                   |                | Tercero                        | Final Resultados | Cuarto |
| 1995 Detalles        | River Plate Argentina          | Sin Datos      | Sin Datos                         | Sin Datos                    | Sin Datos      | Sin Datos                      |                  |        |
| 1996 Detalles        | Colo Colo · Chile              | Sin Datos      | Sin Datos                         | Sin Datos                    | Sin Datos      | Sin Datos                      |                  |        |
| 1997 Detalles        | Vitoria · Brasil               | Sin Datos      | Sin Datos                         | Sin Datos                    | Sin Datos      | Sin Datos                      |                  |        |
| 1999 Detalles        | Vitoria · Brasil               | Sin Datos      | Sin Datos                         | Sin Datos                    | Sin Datos      | Sin Datos                      |                  |        |
| 2000 Detalles        | Cerro Porteño Paraguay         | Sin Datos      | Sin Datos                         | Sin Datos                    | Sin Datos      | Sin Datos                      |                  |        |
| 2001 Detalles        | Paraguay Sub-17 Paraguay       | Sin Datos      | Sin Datos                         | Universidad Católica · Chile | Sin Datos      | Sin Datos                      |                  |        |
| 2009 Detalles        | Chile Sub-17 · Chile           | 0-0 (3-1 pen.) | Uruguay Sub-17 · Uruguay          | Universidad Católica · Chile | 1-0            | México Sub-17 · México         |                  |        |
| 2010 Detalles        | Paraguay Sub-17 Paraguay       | 1-1 (5-4 pen.) | Chivas de Guadalajara · México    | México Sub-17 · México       | 1-1 (2-1 pen.) | Universidad Católica · Chile   |                  |        |
| 2011 Detalles        | Uruguay Sub-17 · Uruguay       | 1-0            | México Sub-17 · México            | Chile Sub-17 · Chile         | 2-1            | Chivas de Guadalajara · México |                  |        |
| 2012 Detalles        | Chivas de Guadalajara · México | 1-0            | Universidad de Chile · Chile      | Rosario Central Argentina    | 1-1 (4-3 pen.) | Universidad Católica · Chile   |                  |        |
| 2013 (Ene.) Detalles | Universidad Católica · Chile   | 1-0            | México Sub-17 · México            | Paraguay Sub-17 Paraguay     | 2-0            | Chile Sub-17 · Chile           |                  |        |
| 2013 (Dic.) Detalles | Deportivo Toluca · México      | 3-1            | Universidad Católica · Chile      | Chile Sub-15 · Chile         | 2-1            | Nacional · Uruguay             |                  |        |
| 2014 Detalles        | Colombia Sub-17 · Colombia     | 1-0            | Universidad Católica · Chile      | Paraguay Sub-17 Paraguay     | 1-0            | México Sub-17 · México         |                  |        |
| 2015 Detalles        | Universidad Católica · Chile   | 1-0            | Atlético Paranaense · Brasil      | Chile Sub-17 · Chile         | 1-0            | Nacional · Uruguay             |                  |        |
| 2016 Detalles        | México Sub-17 · México         | 1-0            | Universidad Católica · Chile      | Paraguay Sub-17 Paraguay     | 1-0            | Chivas de Guadalajara · México |                  |        |
| 2017 Detalles        | Boca Juniors Argentina         | 1-0            | Independiente del Valle · Ecuador | Universidad Católica · Chile | 2-1            | Atlético Paranaense · Brasil   |                  |        |
| 2018 Detalles        | Perú Sub-17 · Perú             | 1-0            | Universidad Católica · Chile      | Ecuador Sub-17 · Ecuador     | 1-0            | Paraguay Sub-17 Paraguay       |                  |        |